# لينيت ماساي
لينيت تشيبكويمي ماساي (بالإنجليزية: Linet Chepkwemoi Masai)‏ هي عداءة مسافات طويلة كينية ولدت في يوم 5 ديسمبر 1989 في بلدة كابسكووني في كينيا، أبرز إنجازاتها هو فوزها بالميدالية الذهبية في بطولة العالم لألعاب القوى 2009 في برلين في سباق 10000 متر، كما فازت بالميدالية البرونزية في سباق 10000 في بطولة العالم لألعاب القوى 2011 في دايغو في كوريا الجنوبية، كما فازت بميداليات عدة على الصعيد العالمي والأفريقي، أفضل رقم شخصي لها في سباق ال10000 متر هو 30:26.50 دقيقة سجلته في سنة 2008.

## روابط خارجية
- لينيت ماساي على موقع الاتحاد الدولي لألعاب القوى (الإنجليزية)
- لينيت ماساي على موقع الدوري الماسي (الإنجليزية)
- لينيت ماساي على موقع أوليمبيديا (الإنجليزية)